# 費多里夫卡 (克拉西利夫區)
49°50′24″N 26°43′24″E / 49.84000°N 26.72333°E
費多里夫卡（烏克蘭語：Федорівка）是位於烏克蘭西部的村莊，由赫梅利尼茨基州裡赫梅利尼茨基區的安東尼尼市鎮負責管轄。該村面積0.98平方公里，海拔高度297米，2001年人口235，人口密度每平方公里239.6人。